# بريفيسسان-مون

خريطة

بريفيسسان-مون (بالفرنسية: Prévessin-Moëns)‏ هي بلدية فرنسية تقع في إقليم الآن في فرنسا. رمز إنسي لها هو:1313. أما الرمز البريدي لها فهو: 1280.